# Microbotryum flosculorum
Microbotryum flosculorum är en svampart som först beskrevs av Augustin Pyrame de Candolle, och fick sitt nu gällande namn av Vánky 1998. Microbotryum flosculorum ingår i släktet Microbotryum och familjen Microbotryaceae.   Inga underarter finns listade i Catalogue of Life.